# Maria Riva
Maria Elisabeth Riva (nacida Sieber, Berlín, 13 de diciembre de 1924) es una ex actriz estadounidense de origen alemán. Trabajó en televisión en la CBS en la década de 1950. Es hija de la actriz Marlene Dietrich, sobre la que publicó unas memorias en 1992.

## Biografía
Maria Elisabeth Sieber nació en Berlín, hija única de la actriz Marlene Dietrich y del ayudante de dirección cinematográfica Rudolf Sieber (y más tarde director de doblaje de Paramount Pictures, París, Francia). En 1930, a los cinco años, se trasladó con su madre a Los Ángeles, California. Pasó la mayor parte del tiempo en casa, en el terreno de Paramount Studios y en compañía de los amigos de su madre. En 1934, con nueve años, tuvo un pequeño papel en la película de Josef von Sternberg The Scarlet Empress, basada en la vida de Catalina la Grande, en la que interpretaba a Catalina de niña. Como no se encontró ninguna actriz joven que se pareciera a su madre, le dieron el papel. En las escenas de la película se la filmó en la cama, ya que en la vida real era mucho mayor que el personaje que interpretaba. También fue extra en la producción de David O. Selznick de 1936, The Garden of Allah.
Para que Dietrich pudiera mantener a su hija cerca de ella, a Riva no se le permitió ir a la escuela; en su lugar, tuvo institutrices que se ocuparon de su educación. A finales de la década de 1930, su madre cedió y le permitió asistir a la Brillantmont International School de Suiza. Durante su estancia en Brillantmont, su compañera de habitación fue la actriz Gene Tierney. Durante su infancia, solía acompañar a su madre y a la familia Kennedy en sus vacaciones. A pesar de la diferencia de edad de seis años entre ambas, se hizo muy buena amiga de Rosemary Kennedy, de cuya amistad dijo: "Tal vez por ser dos inadaptadas, nos sentíamos cómodas en compañía de la otra".
En la biografía sobre su madre, describe las condiciones de su infancia y los efectos de una violación a los trece años por parte de una niñera. Escribió: "En cierto modo, me entrenaron para la violación. Siempre obediente, siempre intentando complacer a los que estaban a mi cargo".
A principios de 1943, Maria se comprometió brevemente con el actor Richard Haydn, pero luego se casó, ese mismo año con el actor Dean Goodman, de quien se divorció en 1944. En el verano de 1947, mientras impartía un curso de posgrado sobre interpretación y dirección en la Universidad de Fordham, conoció a su segundo marido, el escenógrafo William Riva. Ese mismo año se casaron el Día de la Independencia. Permanecieron felizmente casados durante más de 50 años, hasta la muerte de él en 1999. Con él tuvo cuatro hijos.
Riva mantuvo amistad con muchos de los amigos y socios de su madre, como Brian Aherne, Jean Gabin, Edward R. Murrow y Yul Brynner, con quien participó en telemaratones a beneficio de United Cerebral Palsy durante la década de 1950.
A partir de 2019, Riva vive en Los Ángeles, California.

## Trayectoria

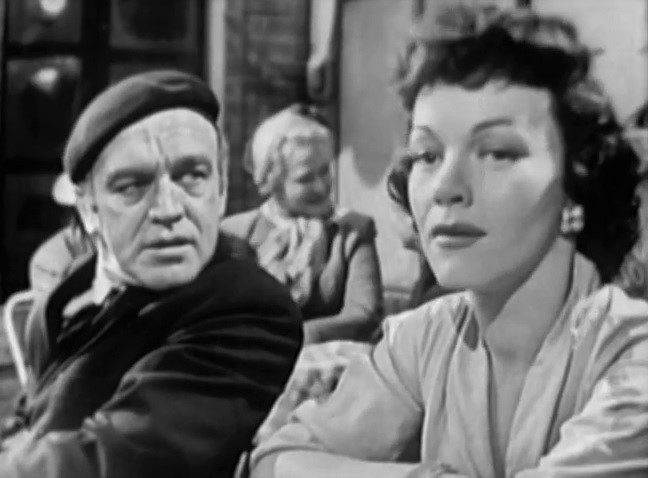
Herbert Berghof y Riva en un episodio de la serie de televisión Suspense

A los 15 años, Riva recibió clases de interpretación en la Max Reinhardt Academy y, durante la Segunda Guerra Mundial, actuó para las tropas aliadas en Europa para la USO de 1945 a 1946, con base en Fráncfort del Meno, Alemania. A principios de la década de 1940, adoptó brevemente el nombre artístico de "Maria Manton". También actuó en teatro y en representaciones de verano, incluida una producción de Tea and Sympathy. En 1954 actuó en el Longacre Theatre de Broadway en la producción The Burning Glass, junto a Cedric Hardwicke y Walter Matthau.
Su breve matrimonio con Dean Goodman, con quien se casó en 1943, terminó en divorcio. Se casó con el escenógrafo William Riva en 1947; con quien tuvo cuatro hijos. Con el nacimiento de su primer hijo, J. Michael Riva, en 1948, la prensa apodó a Dietrich "la abuela más glamurosa del mundo". Su segundo hijo, Peter Riva, presidente y propietario de International Transactions, Inc. es su agente literario.
En los primeros años de la televisión, las principales cadenas de la época trataron de crear su propia plantilla de actores, al igual que los estudios cinematográficos. En 1951, Riva fue contratada por la CBS con un salario de 250 dólares semanales.
Mientras estuvo contratada por la CBS, Riva no sólo actuó en producciones televisivas, sino que también apareció en anuncios publicitarios, apareció en anuncios de televisión promocionando Alcoa, así como en anuncios impresos de la Rheingold Beer.
Durante la década de 1950, Riva apareció en más de 500 telenovelas en directo para la CBS, todas emitidas desde Nueva York, incluyendo The Milton Berle Show, Lux Video Theatre, Hallmark Hall of Fame, Your Show of Shows y Studio One. Recibió nominaciones al Emmy como mejor actriz tanto en 1952 como en 1953.
En la edición de enero de 1953 de Motion Picture Daily, Riva fue nombrada como una de las 'Television's Best of 1952' junto a otras estrellas de la televisión como Sid Caesar, Lucille Ball, Dinah Shore, Kate Smith y otros.
En 1962, tras retirarse de la actuación, Riva se trasladó a Berna, Suiza con su marido y sus cuatro hijos, dividiendo su tiempo entre una casa en Nueva York que le compró su madre en 1948 y su hogar en Suiza. Riva dedicó gran parte de la década de 1960 a organizar los espectáculos en solitario de su madre. 
Riva interpretó a la Sra. Rhinelander, la esposa del personaje de Robert Mitchum, en Scrooged, de Bill Murray. En 2001, fue entrevistada para Her Own Song, un documental sobre su madre. En junio de 2012, su hijo Michael murió, a los 63 años, tras sufrir un derrame cerebral.
En 2018, Riva volvió a actuar, protagonizando un cortometraje titulado All Aboard, dirigido por su nieto J. Michael Riva Jr.

### Escritora
La biografía de Riva sobre su madre, Marlene Dietrich, se publicó en 1992, el año de la muerte de Dietrich. El libro tuvo una buena acogida y se convirtió en uno de los The New York Times Best Seller.
En 2001, Riva fue coautora de un libro de fotografía con imágenes inéditas de su madre, Marlene Dietrich. En 2005, Riva editó un volumen de poesía de Dietrich, Nachtgedanken, que se publicó en Alemania e Italia.
Riva publicó su primera novela, You Were There Before My Eyes: A Novel, en 2017. La novela trata de una mujer que abandona su pueblo italiano y se adentra en un nuevo mundo como inmigrante en Detroit.
En 2017, Riva también publicó la edición del 25 aniversario de la biografía de su madre, retitulada Marlene Dietrich: The Life.

## Patrimonio familiar
Tras la muerte de su madre en 1992, Riva vendió la mayor parte de su patrimonio a la ciudad de Berlín para que lo albergara en la entonces recién inaugurada Deutsche Kinemathek por 5 millones de dólares. La 'Marlene Dietrich Collection' incluía 100.000 objetos: diarios, libros, trajes, baúles de viaje y recuerdos. Riva citó su deseo de mantener la colección unida como razón para venderla a la ciudad de Berlín para que la mantuviera y expusiera en la Deutsche Kinemathek. El hijo de Riva, Peter, declaró: "Elegimos Berlín porque se han comprometido a preservar cada pieza de la colección, que formará parte de un nuevo complejo museístico cuyo núcleo será la colección".

## Actualidad
El 13 de diciembre de 2024, Riva pasó al selecto grupo de los centenarios y es una de las pocas personas de la edad dorada del cine en vida.

## Filmografía seleccionada
| Año  | Título              | Papel                   |
| ---- | ------------------- | ----------------------- |
| 1934 | The Scarlet Empress | Sophia de niña          |
| 1936 | The King Steps Out  | Chica tocando el violín |
| 1936 | The Garden of Allah | Joven cosiendo          |
| 1988 | Scrooged            | Mrs. Rhinelander        |

## Apariciones teatrales
| Fecha                                    | Título            | Teatro                            | Notas                 |
| ---------------------------------------- | ----------------- | --------------------------------- | --------------------- |
| 13 de marzo de 1945 – 9 de junio de 1945 | Foolish Notion    | Al Hirschfeld Theatre, Nueva York | Played Flora & Elsie  |
| 4 de marzo de 1954 – 27 de marzo de 1954 | The Burning Glass | Longacre Theatre, Nueva York      | Played Mary Terriford |
| 1956                                     | Tea and Sympathy  | Varios                            | Gira nacional         |

## Trabajos
- Riva, Maria (1992). Marlene Dietrich. Ballantine Books. ISBN 0-345-38645-0.
- Riva, Maria (2001). Marlene Dietrich: Photographs and Memories. Thames & Hudson Ltd. ISBN 0-500-51071-7.
- Dietrich, Marlene (2005). Nachtgedanken. Riva, Maria [Edited by]. ISBN 978-3-570-00874-4.
- Riva, Maria (2017). You Were There Before My Eyes: A Novel. W.W. Norton & Company Ltd. ISBN 978-1-68177-507-4.